# Серёжино (Ленинградская область)
Серёжино — деревня в Большелуцком сельском поселении Кингисеппского района Ленинградской области.

## История
На карте Санкт-Петербургской губернии Ф. Ф. Шуберта 1834 года на месте деревни обозначен Стеклянный завод.

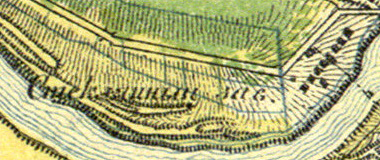
Деревня Серёжино на карте 1860 года

Согласно «Топографической карте частей Санкт-Петербургской и Выборгской губерний» в 1860 году деревня Серёжино представляла собой безымянное селение при Стеклянном заводе.
Согласно материалам по статистике народного хозяйства Ямбургского уезда 1887 года мыза Серёжино с пустошами площадью 584 десятины принадлежала мещанину Д. К. Семёнову, мыза была приобретена тремя частями в 1868, 1878 и 1886 году за 28 529 рублей, в мызе была кузница.
В конце XIX — начале XX века деревня административно относилась к Горкской волости 1-го земского участка 2-го стана Ямбургского уезда Санкт-Петербургской губернии.
Согласно данным переписи населения СССР 1926 года на выселке Серёжино Извозского сельсовета Горкской волости Кингисеппского уезда проживали 44 человека, все ижоры.

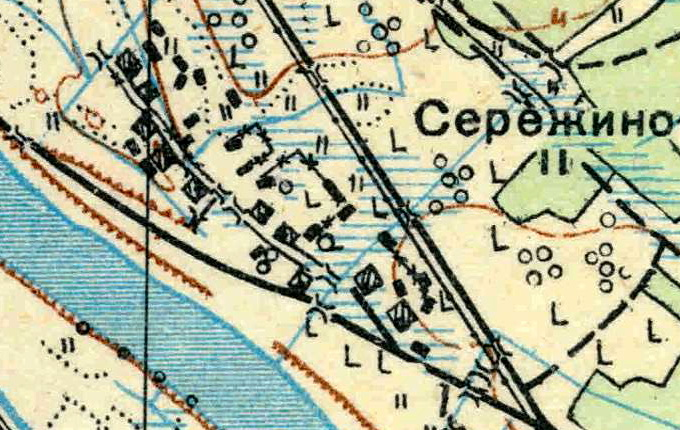
План деревни Серёжино. 1930 год

Согласно топографической карте 1930 года деревня насчитывала 11 дворов.
По данным 1933 года деревня Серёжино входила в состав Извозского сельсовета Кингисеппского района.
По данным 1966, 1973 и 1990 годов деревня Серёжино входила в состав Кошкинского сельсовета.
В 1997 году в деревне Серёжино Большелуцкой волости проживали 2 человека, в 2002 году — 4 человека (все русские), в 2007 году — 16.

## География
Деревня расположена в западной части района на автодороге 41К-579 (Кингисепп — Манновка).
Расстояние до административного центра поселения — 25 км.
Расстояние до ближайшей железнодорожной станции Сала — 13,5 км.
Деревня находится на правом берегу реки Луга между деревнями Кошкино и Манновка.

## Демография
| 2007 | 2010 | 2017 |
| ---- | ---- | ---- |
| 16   | ↗67  | ↘39  |

### Национальный состав
Согласно данным Всероссийской переписи населения 2021 года в деревне проживали 65 человек, из них:
 русские — 64, таджики — 1 человек.

## Улицы
Дорожный переулок, Набережная, Речной переулок, Центральная.